# Trichomoplata vittata
Trichomoplata vittata är en fjärilsart som beskrevs av Scott L. Wing 1849. Trichomoplata vittata ingår i släktet Trichomoplata och familjen tandspinnare. Inga underarter finns listade i Catalogue of Life.